# Грандидье, Альфред
Альфре́д Грандидье́ (фр. Alfred Grandidier, 1836—1921) — французский путешественник и натуралист, с 1885 года — член Парижской Академии наук, в 1901—1905 годах — президент Французского географического общества.
Родился в 1836 году в Париже в состоятельной семье, в 1857—1860 годах путешествовал по Америке, Азии и Африке вместе с братом Эрнестом и будущим известным астрономом П-Ж. Жансеном, в 1865—1870 годах исследовал Мадагаскар. На Мадагаскаре Грандидье открыл несколько хребтов, описал представителей флоры и фауны острова.
По окончании исследований, совместно с сыном Гийомом написан многотомный труд  «Физическая, естественная и политическая история Мадагаскара» (Histoire physique, naturelle et politique de Madagascar), в котором описал не только географию, флору и фауну острова, но также традиции и общественное устройство малагасийцев. Являлся сторонником и пропагандистом теории о меланизийском происхождении населения Мадагаскара. 
В честь Грандидье названы роды растений Грандидьера (Grandidiera Jaub.), Дидиерея (Didierea Jaub.) и один из видов адансоний — Адансония Грандидье. Также в его честь назван один из видов орхидей, растущих на Мадагаскаре, — Angraecum didieri.
28 января 1904 года был избран иностранным почётным членом Русского географического общества.

## Печатные труды
- Histoire physigue, naturelle et politique de Madagascar. — P, 1875—1905. — Т. 1—39. (совместно с Гийомом Грандидье, Альфонс Мильн-Эдвардс, Леоном Ваиллантом) (фр.)
- Индия и Цейлон. Путешествие Грандидье. Типография товарищества «Общественная польза»